# Nko (rivière)
Pour les articles homonymes, voir Nko.
La Nko est une rivière du district de la Kwilu dans la province du Bandundu au Congo-Kinshasa. Elle se déverse dans la rivière Kwilu près de Bulungu.